# Riera de Ribes
La riera de Ribes, amb un recorregut de 18 km, és el col·lector de diversos cursos d'aigua de les comarques de l'Alt Penedès i el Garraf.
Neix al terme de les Cabanyes a l'Alt Penedès i durant el seu camí recull l'aigua de diversos torrents que s'uneixen per formar el torrent de Can Ferrer de Llacunalba i, més endavant, les aigües d'Olivella revertides pel fondal de Mas Mestre. També hi conflueixen les aigües de la riera de Begues i de la de Jafre, entre d'altres. La riera de Begues també està formada, al seu torn, per diversos corrents d'aigua com la riera d'Oleseta, els torrents dels Pelagons, dels Trullols, de la Romenguera, del Querol i del Pou de la Vinya.
La confluència de les rieres de Ribes i de Begues al terme de Sant Pere de Ribes, just al nord del nucli urbà, amplia la riera de Ribes, que, després d'envoltar tot el poble i rebre les aigües procedents del Montgròs canalitzades pel torrent de l'Espluga, s'ajunta al sud del poble amb la riera de Jafre, prop de Can Quadres de la Timba. Després traça un recorregut paral-lel a l'autopista C-32 fins a la zona de l'antic autòdrom i la urbanització Rocamar, on ja encara la mar i entra al terme de Sitges, desembocant a la zona coneguda com el cap dels Grills, a la mateixa costa de Sitges.

## Desembocadura
La desembocadura de la riera de Ribes es localitza al municipi de Sitges. Es tracta d'un espai limitat per la platja, el límit urbà de Sitges i els terrenys d'un camp de golf. En aquest espai la riera de Ribes forma una petita llacuna d'1,5 hectàrees on es barreja l'aigua de la riera i el seu aqüífer amb l'aigua de la Mediterrània. Es tracta d'un petit espai litoral que té l'interès de trobar-se al mig d'una de les principals rutes de migració d'ocells de l'Europa occidental a l'Àfrica, fet que el converteix en una zona de refugi i de pas important. La llacuna ha experimentat una forta degradació, a conseqüència de l'elevada freqüentació humana, l'abocament de deixalles i uns usos invasius i inapropiats dels marges de la llera. S'hi havia citat herbassars de Ruppia, però actualment la contaminació de les aigües impedeix el desenvolupament de comunitats d'interès. Als marges de la llacuna hi ha jonqueres de Juncus acutus (hàbitat d'interès comunitari 1410 "Prats i jonqueres halòfils mediterranis (Juncetalia maritimi)") i petites restes de salicornar, molt empobrides. A la platja, formada per un codolar, hi prospera l'hàbitat 1210 "Vegetació anual colonitzadora dels codolars litorals rics en matèria orgànica", molt degradat també per l'elevada freqüentació. Pel que fa a la fauna, es coneixia la presència de peixos d'estuari (llisses, etc.), però la barrera de còdols que actualment separa la llacuna del mar impedeix la viabilitat de les poblacions. Pel que fa als ocells, constitueix en el principal element d'interès de l'espai. S'observen, sobretot en èpoques de pas, nombroses espècies de zones humides (corriols, anàtides,etc.). L'estat de degradació d'aquest espai és notori (deixalles, runes, infraestructures diverses als marges, etc.). Així mateix, la pressió turística dels voltants condiciona el potencial ecològic que aquest podria tenir.